# Lampides selvagia
Lampides selvagia är en fjärilsart som beskrevs av Hans Fruhstorfer 1915. Lampides selvagia ingår i släktet Lampides och familjen juvelvingar. Inga underarter finns listade i Catalogue of Life.